# Phumosia surcoufi
Phumosia surcoufi este o specie de muște din genul Phumosia, familia Calliphoridae. A fost descrisă pentru prima dată de Mario Bezzi în anul 1927. Conform Catalogue of Life specia Phumosia surcoufi nu are subspecii cunoscute.